# Université d'État Lessya-Oukraïnka
L'université d'État Lessya-Oukraïnka (en ukrainien : Волинський національний університет імені Лесі Українки) est la principale université de Loutsk en Ukraine.

## Historique
Fondée en 1940, elle porte aujourd'hui le nom de Lessia Oukraïnka, poétesse et écrivaine ukrainienne.

## L'Université en images

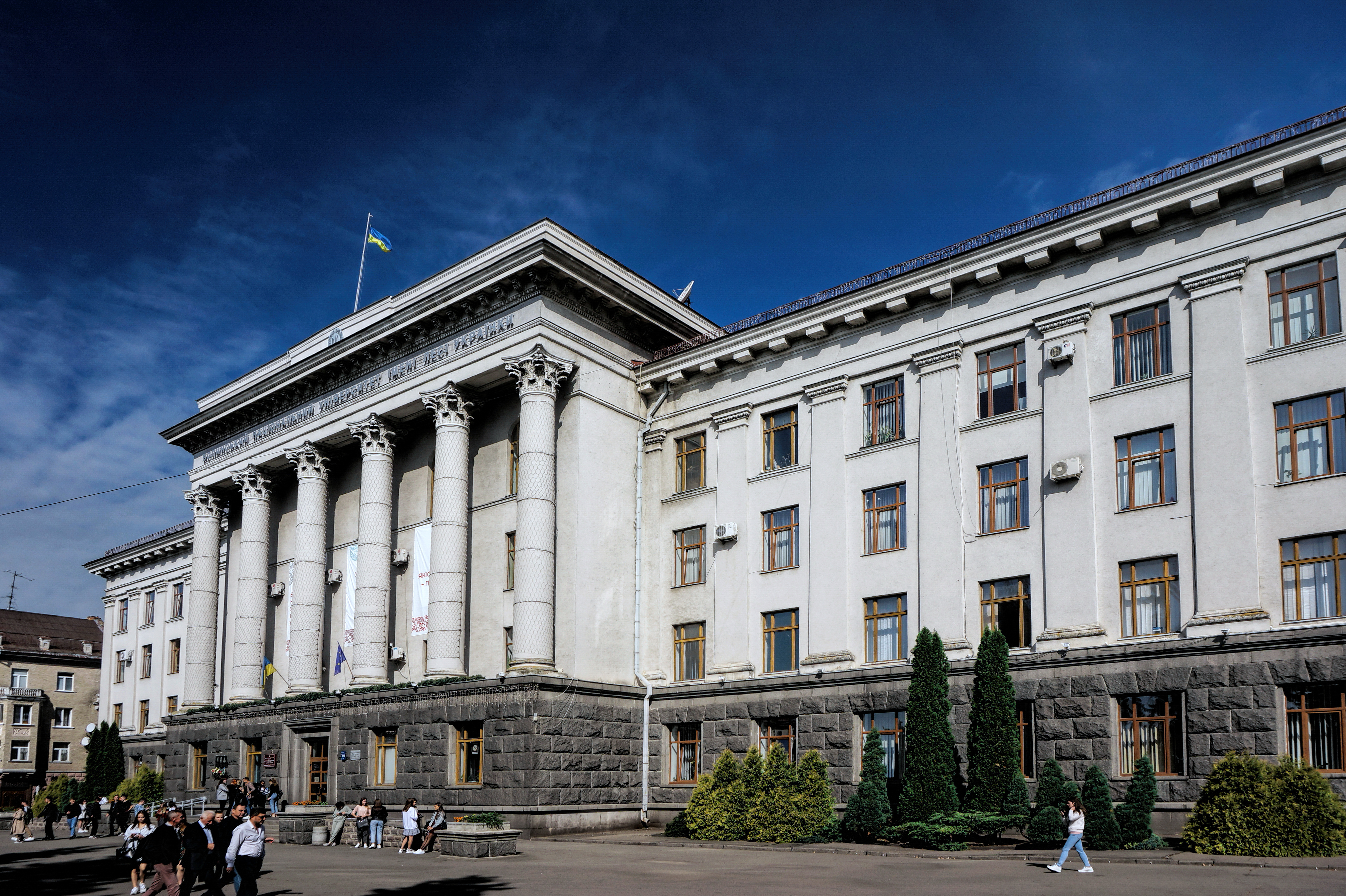
le bâtiment principal Registre national des monuments immeubles d'Ukraine
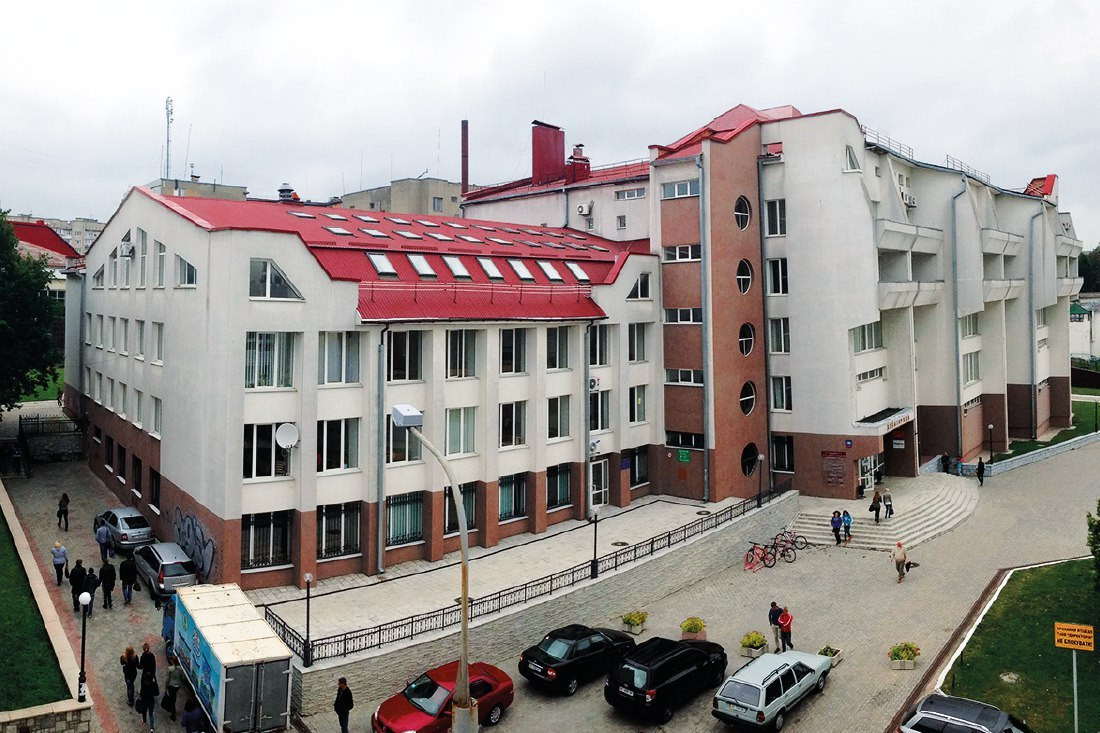
bâtiment philologie et journalisme.